# Lissabon (distrikt)

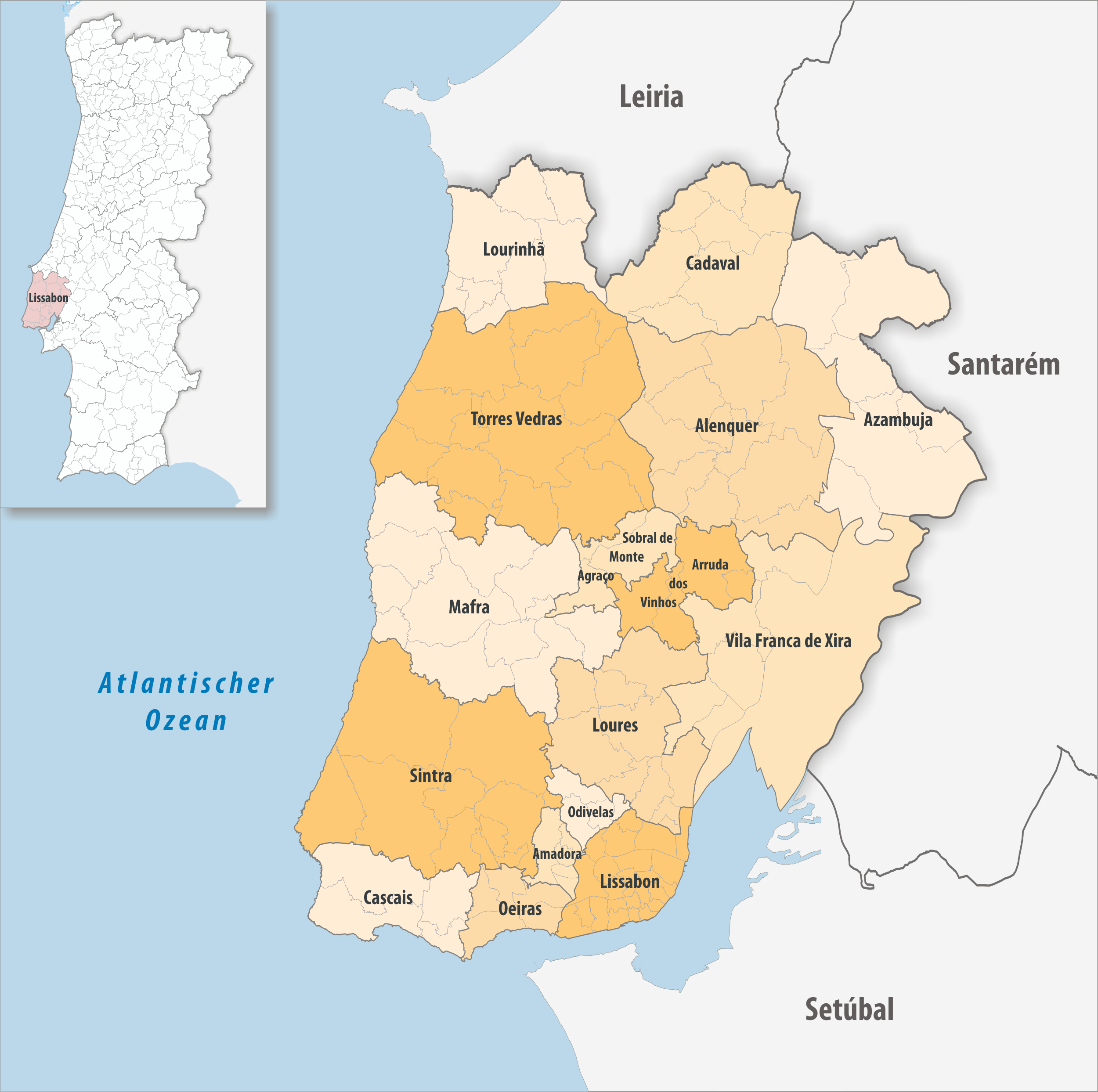
Distriktets indelning i kommuner och läge i Portugal.

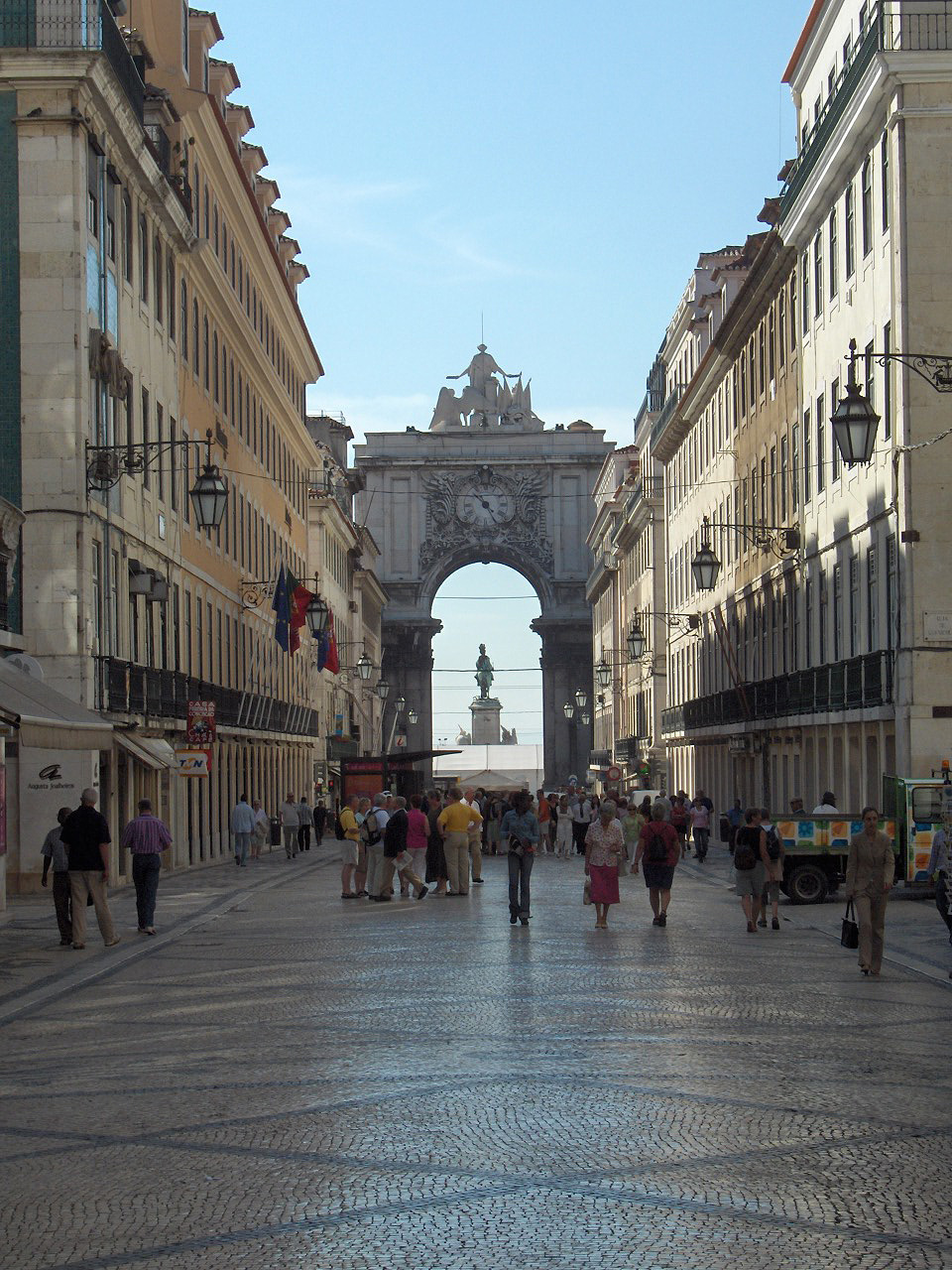
Baixa i Lissabon

Distrito de Lisboa är ett av Portugals 18 distrikt och dess residensstad är Lissabon.

## Geografi
Distriktet ligger i centrala Portugal vid Atlanten, och är nästan helt en del av landskapet Estremadura. 
Det gränsar i norr till Leirias distrikt, i öst till Santaréms distrikt, i söder till Setúbals distrikt, och i väst har kust mot Atlanten. 
Distriktet har cirka 2 125 000 invånare och en yta på 2 761 km².

## Orter
De största orterna i distriktet:
- Amadora
- Lissabon
- Loures
- Odivelas
- Torres Vedras
- Vila Franca de Xira

## Kommuner
Lissabons distrikt omfattar 16 kommuner, med totalt 134 freguesias (kommundelar).
- Alenquer
- Amadora
- Arruda dos Vinhos
- Azambuja
- Cadaval
- Cascais
- Lisboa
- Loures
- Lourinhã
- Mafra
- Odivelas
- Oeiras
- Sintra
- Sobral de Monte Agraço
- Torres Vedras
- Vila Franca de Xira